# Equilibri clínic
L'equilibri clínic, també conegut com a incertesa terapèutica, aporta la base ètica per a la investigació mèdica quant a l'assignació de pacients que han estat distribuïts en diferents grups de tractament en un assaig clínic. Benjamin Freedman va emprar el terme per primera vegada el 1987.
El dilema ètic durant un assaig clínic sol aparèixer en assaigs realitzats en humans quan l'investigador, o els investigadors, comencen a creure que un tractament és més beneficiós que l'altre. Encara que l'investigador cregui fortament en una hipòtesi, no hi ha una prova real que demostri l'existència d'aquest benefici. Quan es tenen proves suficients, se sol parar la investigació, ja que l'equilibri clínic no es compleix.
Un assaig ha de començar amb una hipòtesi nul·la i no hi ha d'haver cap prova clara que la intervenció o el medicament que s'està provant sigui millor que els tractaments existents o que ni tan sols sigui efectiu. A mesura que avança l'assaig, els resultats poden donar proves suficients per convèncer l'investigador de l'eficàcia de la intervenció o del medicament. Quan es tenen suficients proves, ja no hi ha una incertesa real sobre quin és el tractament més beneficiós. Així doncs, l'investigador es troba amb un imperatiu ètic que l'obliga a tractar els altres participants amb el tractament més beneficiós. Hi ha qui es qüestiona sobre l'ètica del límit d'aquesta obtenció suficient de proves: alguns opinen que els investigadors a càrrec del procés només haurien de continuar l'estudi fins que ells siguin els qui estiguin convençuts que un dels tractaments és més apropiat; altres sostenen que l'estudi hauria de continuar fins que les proves convencin tota la comunitat de metges experts.
En resum, l'equilibri clínic implica que existeix una incertesa real sobre si el tractament és beneficiós o no. També s'aplica a tractaments extraoficials o realitzats abans o durant els assaigs clínics pertinents.
Les principals polítiques ètiques que aproven l'equilibri clínic varien segons els casos. Per exemple, la Canadian Tri-Council Policy Statement l'aprova, mentre que la International Conference on Harmonisation of Technical Requirements for Registration of Pharmaceuticals for Human Use (ICH) no ho fa. Pel que fa a la pràctica de l'equilibri clínic, hi ha proves que els estudis finançats per la indústria afavoreixen àmpliament els productes que aquestes indústries posen al mercat, cosa que provoca situacions desfavorables per a l'equilibri clínic. No obstant això, una sèrie d'estudis d'instituts nacionals contra el càncer que financen assaigs deixa entreveure un patró de resultats compatibles amb l'equilibri clínic.

## Història
En un article titulat "Ethics in Cooperative Clinical Trials", publicat el 1970, els investigadors L.W. Shaw y T.C. Chalmers sostenien que “si un metge sap o té motius per creure que un nou tractament (A) és millor que un altre tractament (B), no pot participar en un estudi clínic comparatiu entre el tractament A i el tractament B. Segons l'ètica, el metge està obligat a proporcionar el tractament A a cada nou pacient que ho necessiti. També afirmaven que, durant l'estudi, els resultants no s'han de revelar als investigadors fins que s'hagi acabat, per tal d'evitar-los el dilema ètic i així permetre que l'estudi finalitzi.
És difícil aplicar aquest mètode en la investigació moderna, en què experts de la matèria han de portar a terme i analitzar molts assaigs clínics. Freedman va proposar una perspectiva diferent d'aquest dilema ètic anomenat equilibri clínic. L'equilibri clínic es compleix "si hi ha una incertesa real en la comunitat mèdica experta ―no necessàriament per part de l'investigador que realitza l'estudi― sobre el tractament més recomanable". L'equilibri clínic permet que els investigadors clínics continuïn un estudi fins que tenen prou proves estadístiques per convèncer els altres experts sobre la validesa dels resultats, sense posar en dubte la integritat ètica dels investigadors.
En el disseny d'assaigs clínics, és molt important l'equilibri clínic des de la perspectiva del pacient, cosa que resulta especialment vàlida en estudis aleatoritzats i controlats d'intervencions quirúrgiques en les quals, tant l'estudi com el control són propensos a tenir associats tant riscos com esperances que sigui beneficiós. L'estat del pacient és també un factor que influeix en aquests riscos i, en aquest sentit, proporcionar-li el concepte d'equilibri clínic és una part important en la incorporació del pacient a l'assaig. De fet, els assaigs en els quals l'equilibri clínic no semblava complir-se van experimentar una reducció en la incorporació de pacients.

## Crítiques
Miller i Brody raonaven que la noció d'equilibri clínic era fonamentalment errònia. L'ètica del tractament i l'ètica de la investigació són dos aspectes diferents dirigits per normes diferents. Els dos declaren que "la doctrina de la indeterminació clínica té com a objectiu actuar de pont entre el tractament i la investigació, que, segons sembla, ajuda a realitzar les proves controlades aleatòries sense haver de sacrificar les obligacions terapèutiques dels metges per proporcionar tractaments d'acord amb les normes d'atenció mèdica. Això constitueix un error en el tractament pel que fa a l'ètica dels assaigs clínics, de manera anàloga a la tendència que tenen els pacients voluntaris que confonen el tractament en el context de les proves controlades aleatòries amb l'atenció mèdica rutinària." Tal com diuen, l'equilibri clínic només té sentit com un supòsit normatiu per als assaigs clínics si s'assumeix que els investigadors tenen obligacions terapèutiques sobre els participants en la recerca.
Hi ha experts que han fet crítiques a l'equilibri clínic, com Robert Veatch i Peter Ubel i Robert Silbergleit.